# Tom Tiffany
Thomas P. Tiffany dit Tom Tiffany, né le 30 décembre 1957 à Wabasha (Minnesota), est un homme politique américain. Membre du Parti républicain, il est élu du Wisconsin à la Chambre des représentants des États-Unis depuis 2020.

## Biographie

### Carrière professionnelle et débuts en politique
Tom Tiffany grandit une ferme laitière. Il est diplômé en agriculture de l'université du Wisconsin à River Falls. Il possède avec son épouse une société de croisière fluviale dans le nord du Wisconsin.
Tom Tiffany est élu à l'Assemblée de l'État du Wisconsin lors de la vague républicaine de 2010, après un premier échec en 2008. Il est un allié de Scott Walker,, soutenant notamment le gouverneur lors du passage de la loi sur les syndicats à l'origine d'importantes manifestations en 2011. Il est élu au Sénat du Wisconsin en 2012. Au sein de la législature, il se bat pour changer les lois minières du Wisconsin et permettre l'ouverture d'une mine de sulfure à ciel ouvert dans le nord de l'État. Il s'oppose alors aux associations de protection de l'environnement. Le projet, qui selon ses promoteurs aurait pu créer 3 000 emplois, ne voit cependant pas le jour.

### Représentant des États-Unis
Après la démission de Sean Duffy, Tom Tiffany se présente à la Chambre des représentants des États-Unis dans le 7e district du Wisconsin. Il reçoit le soutien du représentant sortant, de la Chambre de commerce des États-Unis et du Club for Growth (en). En février 2020, il remporte la primaire républicaine avec près de 58 % des voix face au vétéran Jason Church. Il devient alors le favori pour succéder à Duffy dans une circonscription qui a donné 20 points d'avance à Donald Trump en 2016. Durant la campagne, il met en avant sa proximité idéologique avec le président Trump. En mai, il est élu représentant avec 57 % des voix face à la démocrate Tricia Zunker, présidente du conseil des écoles de Wasau et juge à la Cour suprême de la nation Ho-Chunk. Il est réélu en novembre 2020 puis en 2022 et 2024.

## Positions politiques
Tom Tiffany est un républicain conservateur.